# 1984 (Salmo)
1984 è un singolo del rapper italiano Salmo, il primo estratto dal quarto album in studio Hellvisback e pubblicato il 18 dicembre 2015.

## Descrizione
Quarta traccia dell'album, il brano è stato interamente scritto, prodotto e composto dal rapper.

## Video musicale
Il videoclip, anch'esso pubblicato il 18 dicembre 2015, è stato diretto da Niccolò Celaia, Antonio Usberto e Andrea Folino e prodotto da Lebonski Agency e YouNuts!.

## Tracce
Download digitale
1. 1984 – 4:11

7" (Italia)
- Lato A

1. 1984 – 4:11

- Lato B

1. L'alba – 2:56

## Classifiche
| Classifica (2015) | Posizione massima |
| ----------------- | ----------------- |
| Italia            | 25                |